# Yawl
Yawl er et lystfartøj. Tidligere blev ordet yawl brugt om et mindre fiskefartøj med to master. Den mindste (mesan) mast sad agter for rorstammen, altså den lodrette aksel som rorfladen drejer om.